# M/S Nils Holgersson
M/S Nils Holgersson har varit namn på sju fartyg för TT-Line. Det sjunde fartyget med detta namn levererades 2022 från China Merchants Jinling Nanjing Shipyard i Nanjing. Det togs i tjänst i april 2022 på rutten Trelleborg–Travemünde. Det har systerfartyget M/S Peter Pan, som levererades 2023.

## Bildgalleri över tidigare M/S Nils Holgersson

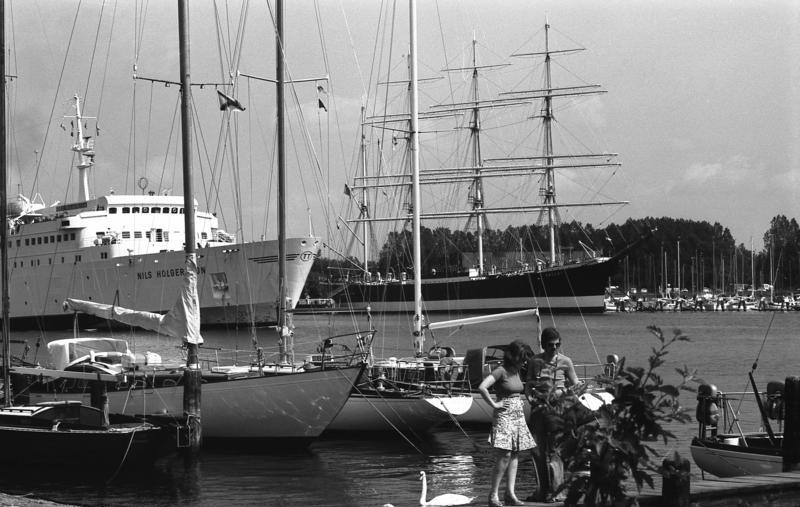
M/S Nils Holgersson (II) (1967-1975)
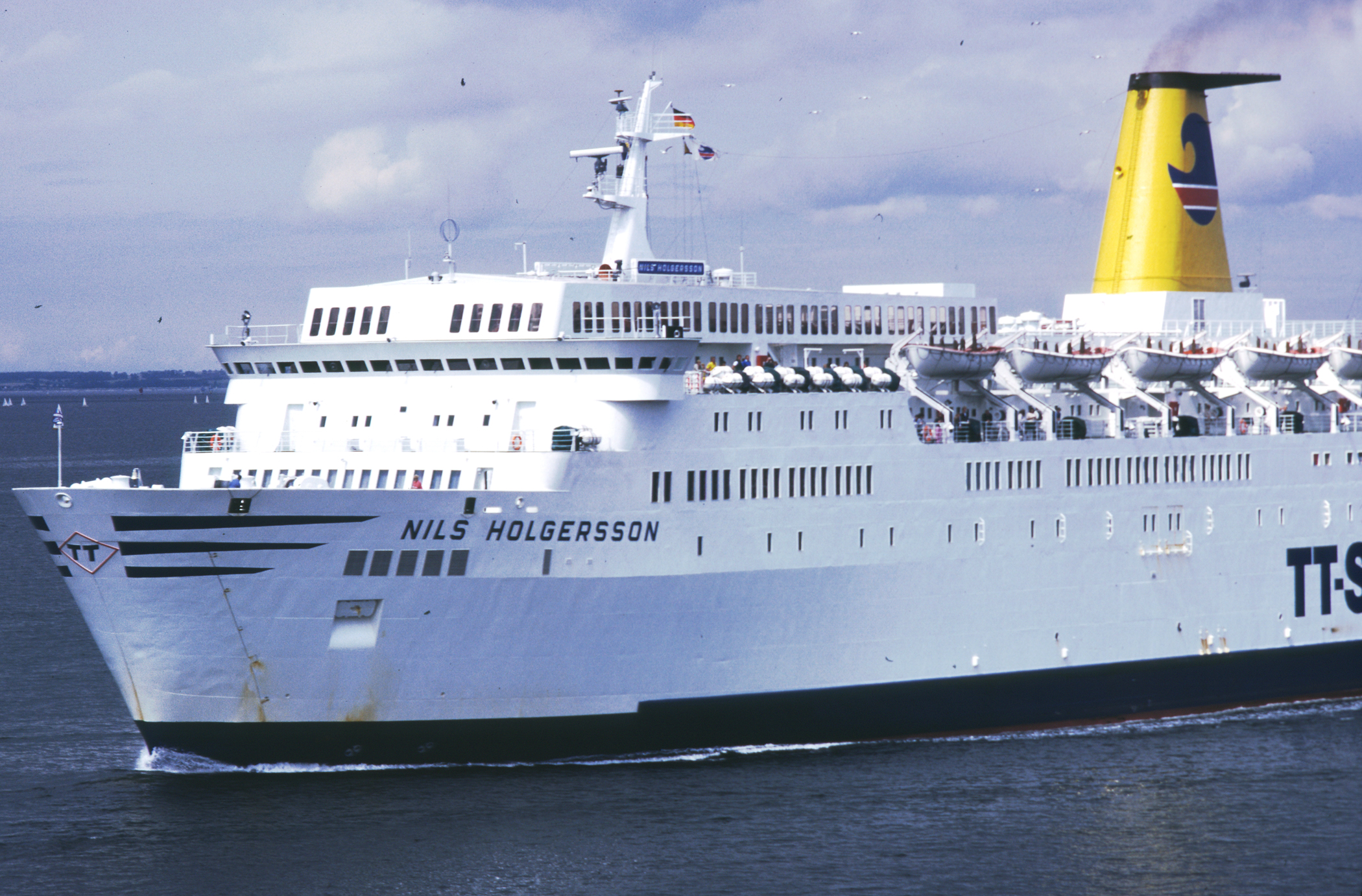
M/S Nils Holgersson (III) (1975–1984)
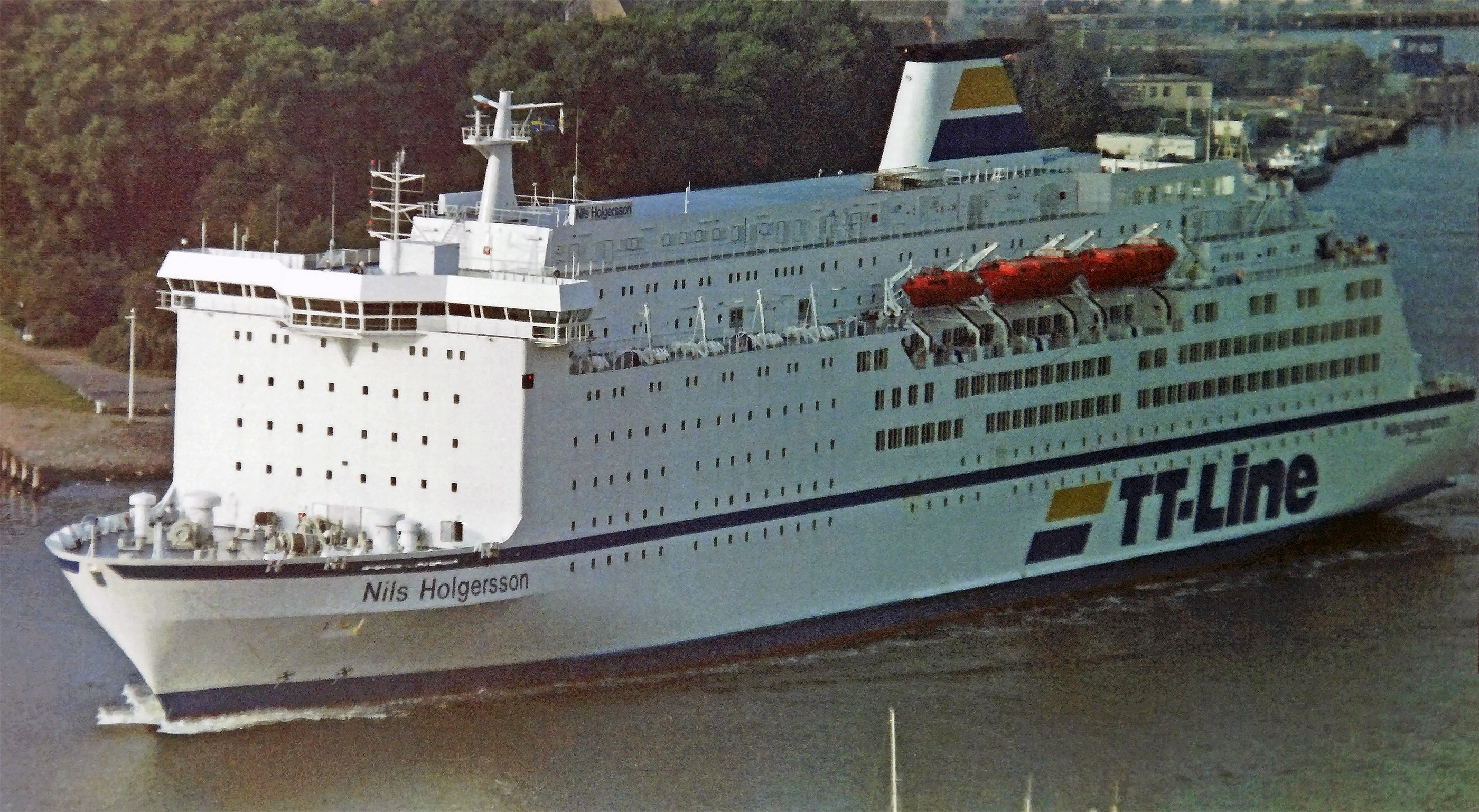
M/S Nils Holgersson (IV) (1987-1993), numera M/S King Seaways
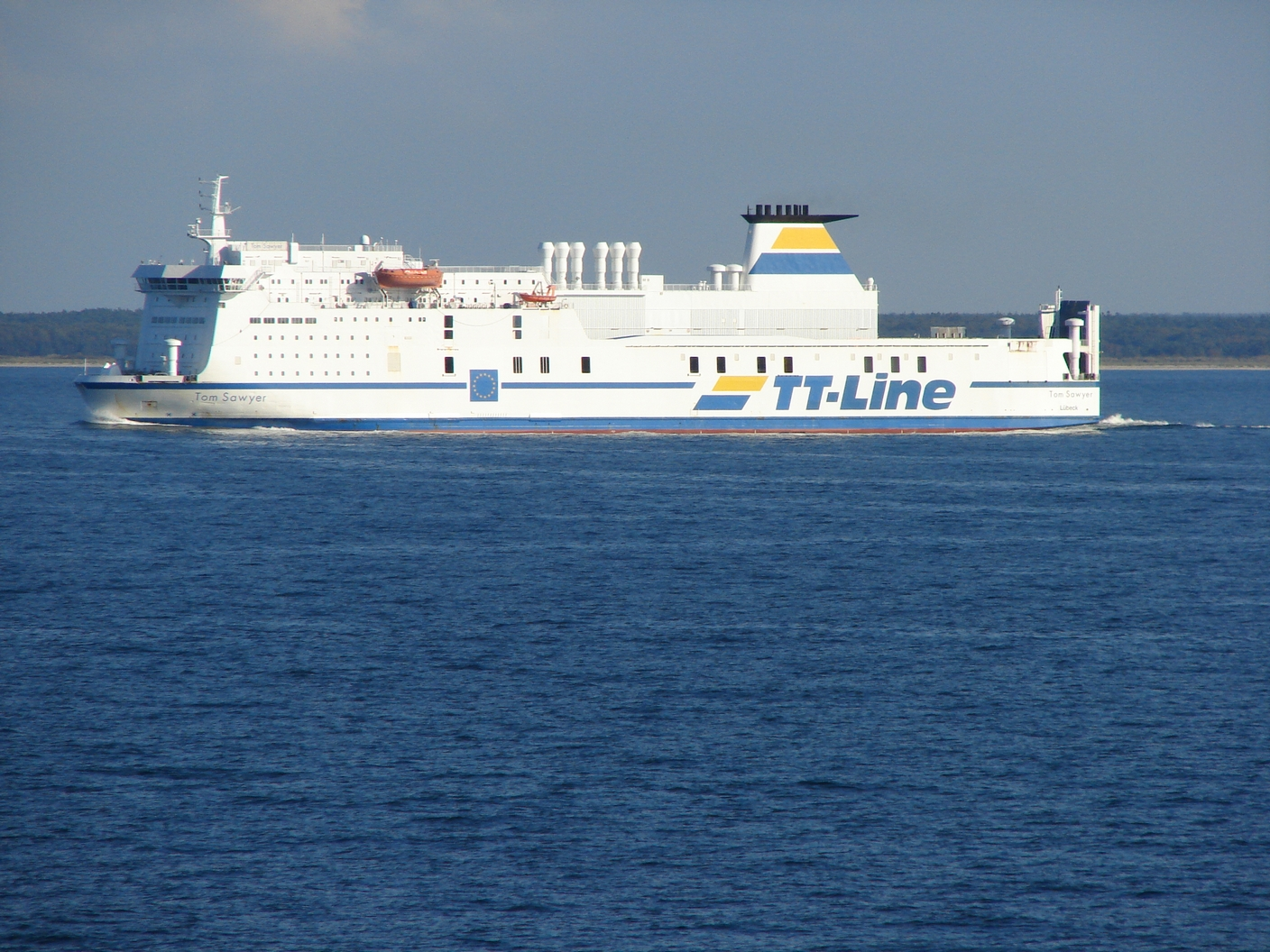
M/S Nils Holgersson (V) (1993–2001), numera M/S Tom Sawyer
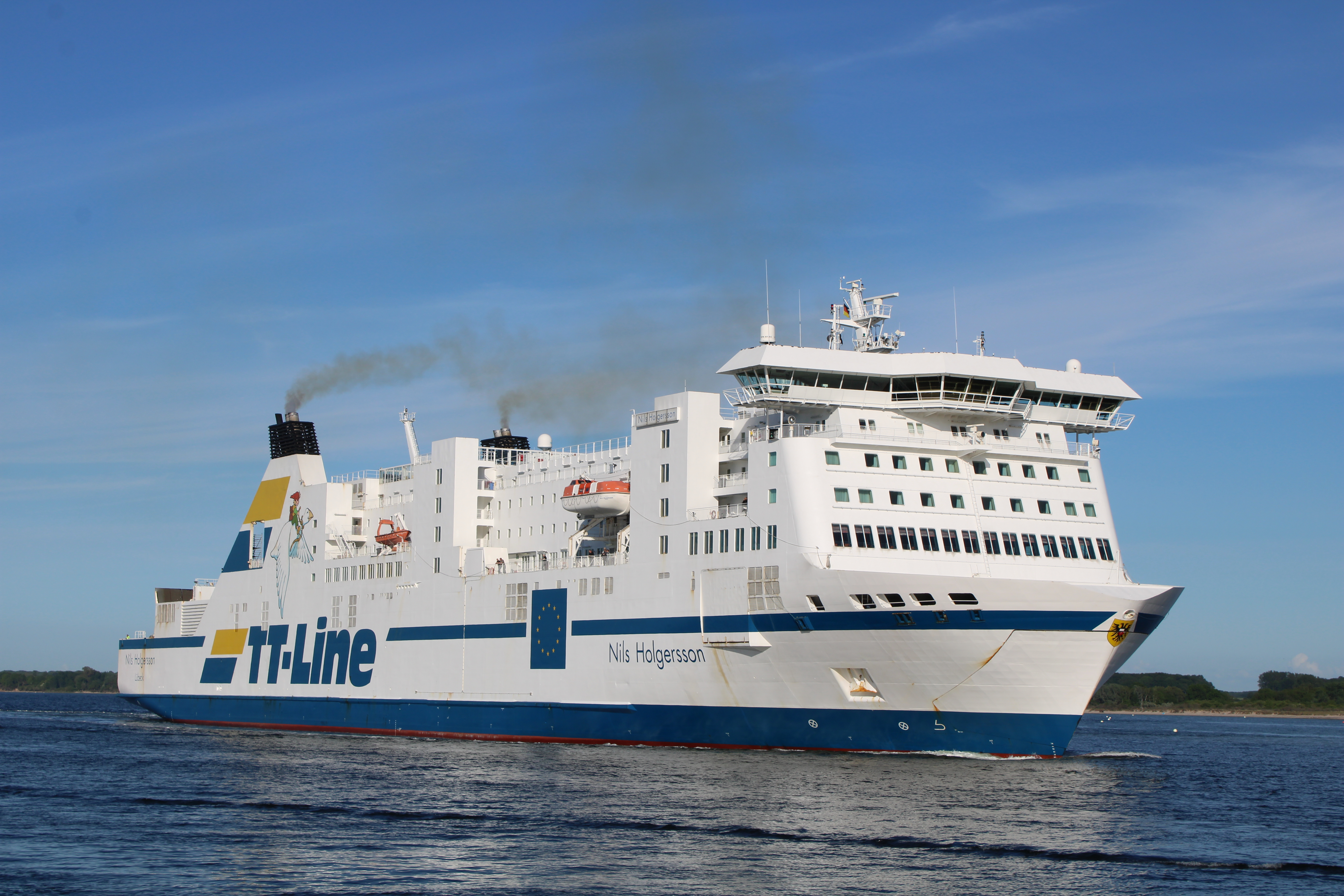
M/S Nils Holgersson (VI) (2001–2022) numera M/S Akka